# Guadalupe Gracia García-Cumplido
Guadalupe Gracia García-Cumplido (12 de diciembre de 1881-31 de marzo de 1948) fue un médico cirujano militar mexicano que alcanzó el rango de Brigadier General Médico Cirujano, del Cuerpo Médico-Militar de México.

## Biografía
Gracia García-Cumplido era originario de La Constancia, municipio de Nombre de Dios, Durango. Era hijo del periodista Carmen Gracía García-Nájera y de su esposa Daría Cumplido Sáenz, y tenía dos hermanos.
Durante el transcurso de la Revolución mexicana, pertenecía a la Primera Brigada, marchando a Ciudad Juárez para expulsar a Porfirio Díaz del poder. Fundó el periódico revolucionario El Noroeste; y comenzó sus estudios en la Escuela Nacional de Medicina (hoy Facultad de Medicina de la UNAM) en México D. F. Gracia García-Cumplido fue cofundador de la Sociedad Cruz Blanca Neutral, así como uno de los fundadores de la Escuela Constitucionalista Médico Militar, donde fue director y profesor de cirugía clínica y terapéutica, clínica de traumatología y cirugía de emergencia. Fue director del Hospital Militar educativo, el Hospital Central Militar (construido después) y del Hospital Juárez.
Durante la Revolución Mexicana, Gracia-García desarrolló el tren hospital de cirugía, en donde los soldados eran operados en el medio de la batalla. Comenzó reconstrucciones de traumas abdominales y ortopédicos (1913-1915) en su tren. Escribió sus experiencias en la "Revista de Cirugía", una revista médica del Hospital Juárez.
Gracia García-Cumplido se casó con la farmacéutica Guadalupe Martínez Barragán, y falleció en México D.F.